# Rhenium(III)-bromid
Rhenium(III)-bromid ist eine anorganische chemische Verbindung des Rheniums aus der Gruppe der Bromide.

## Gewinnung und Darstellung
Rhenium(III)-bromid kann durch Zersetzung von Ag2[ReBr6] bei 450 °C oder die thermische Zersetzung von Rhenium(V)-bromid bei 650 °C gewonnen werden.
{\displaystyle {\ce {2Ag2[ReBr6] -> 4AgBr + 2ReBr3 + Br2}}}
{\displaystyle {\ce {ReBr5 ->ReBr3 + Br2}}}
Ebenfalls möglich ist die Darstellung durch Rhenium mit Brom bei 600 °C.
{\displaystyle {\ce {2Re + 3Br2 -> 2ReBr3}}}

## Eigenschaften
Rhenium(III)-bromid ist ein schwarzer Feststoff. An Luft ist es einige Zeit, im Exsikkator über Monate beständig. Sein Dampf besteht überwiegend aus Re3Br9-Molekülen. In Aceton, Ethanol, Ether ist es langsam und mäßig unzersetzt löslich. In Wasser (Lösung anfänglich violett), Methanol und flüssigem Ammoniak erfolgt schnelle Solvolyse.